# 중앙어린이교통공원

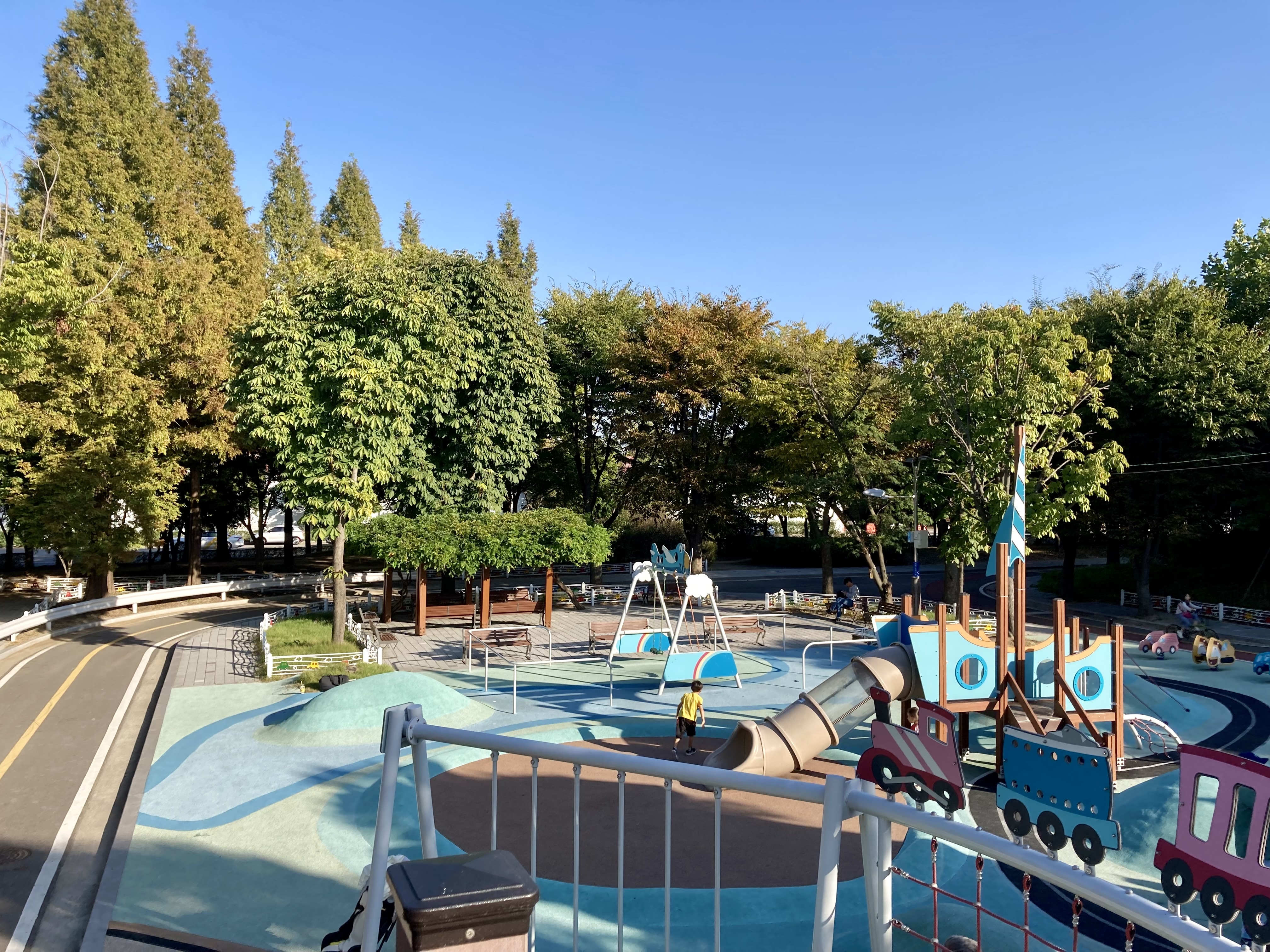
중앙어린이교통공원의 모습

중앙어린이교통공원은 인천광역시 미추홀구 관교동에 있는 공원이며 어린이들의 교통안전 교육을 위한 시설 및 공원을 갖추고 있다. 도로, 육교, 횡단보도, 신호등 등 교통 시설이 어린이의 눈높이에 맞게 설치되어 있다.
이용료는 무료이며, 인천 시민에게 개방되어 있다.

## 연혁
- 1998년 12월 16일: 준공
- 1999년 2월 12일: 교통공원 개관식
- 2020년 6월: 체험관 리모델링

## 주요 시설
- 체험관: 횡단보도건너기 체험, 긴급신고체험, 스쿨버스 안전교육, 안전벨트 체험, 차량 사각지대 체험, 자전거/킥보드 체험, 지하철 승하차 교육, 3D 입체영상관 등
- 공원: 어린이교통안전체험관 및 구민운동장 연결 지하보도